# Zabolotne, Irșava
Zabolotne (în ucraineană Заболотне) este un sat în comuna Velîkîi Rakoveț din raionul Irșava, regiunea Transcarpatia, Ucraina.

## Demografie
Componența lingvistică a localității Zabolotne
     Ucraineană (99,62%)
     Alte limbi (0,38%)
Conform recensământului din 2001, majoritatea populației localității Zabolotne era vorbitoare de ucraineană (99,62%), existând în minoritate și vorbitori de alte limbi.